# Giovanni Scalcione
São João de Matera, nascido Giovanni Scalcione (Matera, 1070 (1080) - Foggia, 20 de junho de 1139) é o fundador da extinta Congregação de Observação Beneditina de Pulsano. É venerado como Santo pela Igreja Católica. 

## Vida

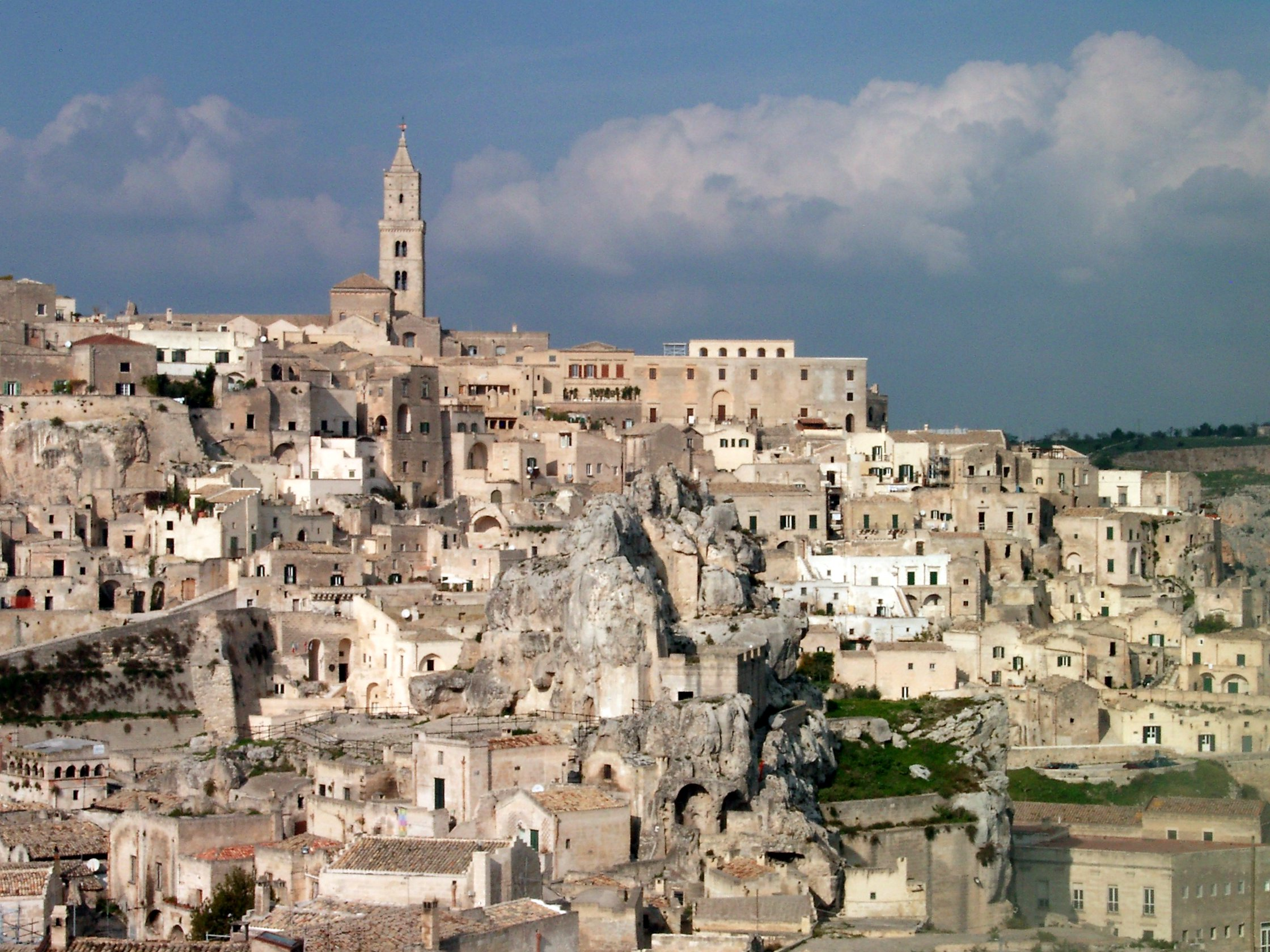
Vista parcial de Matera, cidade-natal de Giovanni Scalcione

### Juventude
Giovanni Scalcione nasceu em Matera por volta do ano 1070 numa rica e nobre família profundamente cristã.
Ainda muito jovem, abandonou a sua casa em busca de um contato mais profundo com Deus.
Segundo a tradição, ao sair da casa dos pais não levou nem a roupa que estava vestindo, retirando-se com os trajes de um mendigo, partindo para Taranto. Desejava viver uma vida simples e por isso recolheu-se no Monastério de São Pedro, naquela cidade, trabalhando como um humilde camponês.

### A longa peregrinação
Sentindo o chamado de Deus, viajou a fim de pregar o Evangelho, para a Calábria, Sicília, Puglia e fez muitas obras em Ginosa, cidade vizinha de Taranto. Por causa da perseguição de um Soberano do lugar, Roberto di Chiaromonte, fugiu para Cápua.
Chegando lá, estabeleceu-se nos montes da Irpínia, refugiando-se por um bom tempo.

### Fundação da Congragação e Morte
No vale de Pulsano, na Província de Salerno, fundou uma congregação que adotou a Regra de São Bento. Após algum tempo, a comunidade já contava com cinquenta monges.
Faleceu em Puglia, no dia 20 de Junho de 1139 no Monastério de Foggia.

## Culto
Foi proclamado santo pelo Papa Alexandre III em 1177. A casa onde nasceu foi transformada em uma igreja rupestre, chamada de Purgatório Velho, situada em Matera. Na Catedral de Matera estão muitas de suas relíquias, inclusive seu corpo, transladado para o local em 1830. A festa de São João de Matera é celebrada no dia 20 de Junho, data de sua morte.